# Акцолеи
Акцолеите (gens Accoleia) са плебейска фамилия от Древен Рим през 1 век пр.н.е.
Известни от фамилията:
- Публий Акцолей Ларискол (Publius Accoleius Lariscolus), triumvir monetalis пр.н.е.
- Публий Акцолей Евхемер (Publius Accoleius Euhemerus)
- Луций Акцолей Абаскант (Lucius Accoleius Abascantus)